# Wolfgang Höpken
Wolfgang Höpken (* 13. September 1952 in Oldenburg (Oldb)) ist ein deutscher Osteuropa-Historiker.

## Leben
Nach dem Studium der Geschichte, Slawistik, Politikwissenschaft und Pädagogik an der Universität Hamburg war er Hochschulassistent an der Universität Hamburg, wissenschaftlicher Mitarbeiter am Südost-Institut München, Direktor des Georg-Eckert-Instituts für Internationale Schulbuchforschung Braunschweig, Vizepräsident der Südosteuropa-Gesellschaft, Vorsitzender der Südosteuropa-Kommission der Göttinger Akademie der Wissenschaften. Seit 1995 war er Professor für Ost- und Südosteuropäische Geschichte an der Universität Leipzig. 
Seine Forschungsschwerpunkte sind Sozial- und Kulturgeschichte Südosteuropas, in jüngerer Zeit insbesondere Geschichte der Erinnerungskulturen, Geschichte der Gewalt.

## Schriften (Auswahl)
- Sozialismus und Pluralismus in Jugoslawien. Entwicklung und Demokratiepotential des Selbstverwaltungssystems. Oldenbourg, München 1984, ISBN 3-486-51511-X.
- Wissenschaft – Politik – Biografie. Die deutsche Südosteuropaforschung und ihre Akteure am Beispiel von Franz Ronneberger (1930er bis 1990er Jahre) (= Südosteuropäische Arbeiten. 163). De Gruyter Oldenbourg, Berlin 2020, ISBN 3-11-073891-0.